# Districte d'Einsiedeln
El district d'Einsiedeln és un dels sis districtes del Cantó de Schwyz (Suïssa). Té 13768 habitants (cens de 2007) i una superfície de 110.4 km². Està format per 1 sol municipi i el cap del districte és Einsiedeln

## Municipis
| Escut      | Nom        | Habitants (31.12.2004) | Superfície en km² | Núm. OFS |
| ---------- | ---------- | ---------------------- | ----------------- | -------- |
| Einsiedeln | Einsiedeln | 13 062                 | 110,4             | 1301     |
|            | Total      | 13 062                 | 110,4             | 0501     |